# Neocomatella
Genre
Neocomatella est un genre de crinoïde de la famille des Comasteridae (ordre des Comatulida), endémique de l'océan Atlantique.

## Description et caractéristiques
La bouche est subcentrale. Ces comatules ont entre 10 et 23 bras, et toujours plus de 15 cirrhes. 

## Liste des espèces
Selon World Register of Marine Species (8 avril 2015) :
- Neocomatella alata (Pourtalès, 1878) -- Caraïbes (10-500 m de profondeur)
- Neocomatella europaea AH Clark, 1913 -- Atlantique nord-est (337-1 100 m de profondeur)
- Neocomatella pulchella (Pourtalès, 1878) -- Caraïbes (10-500 m de profondeur)